# Konungens jaktklubb

Kokarder till Konung Karl XV:s jaktklubbs uniform.

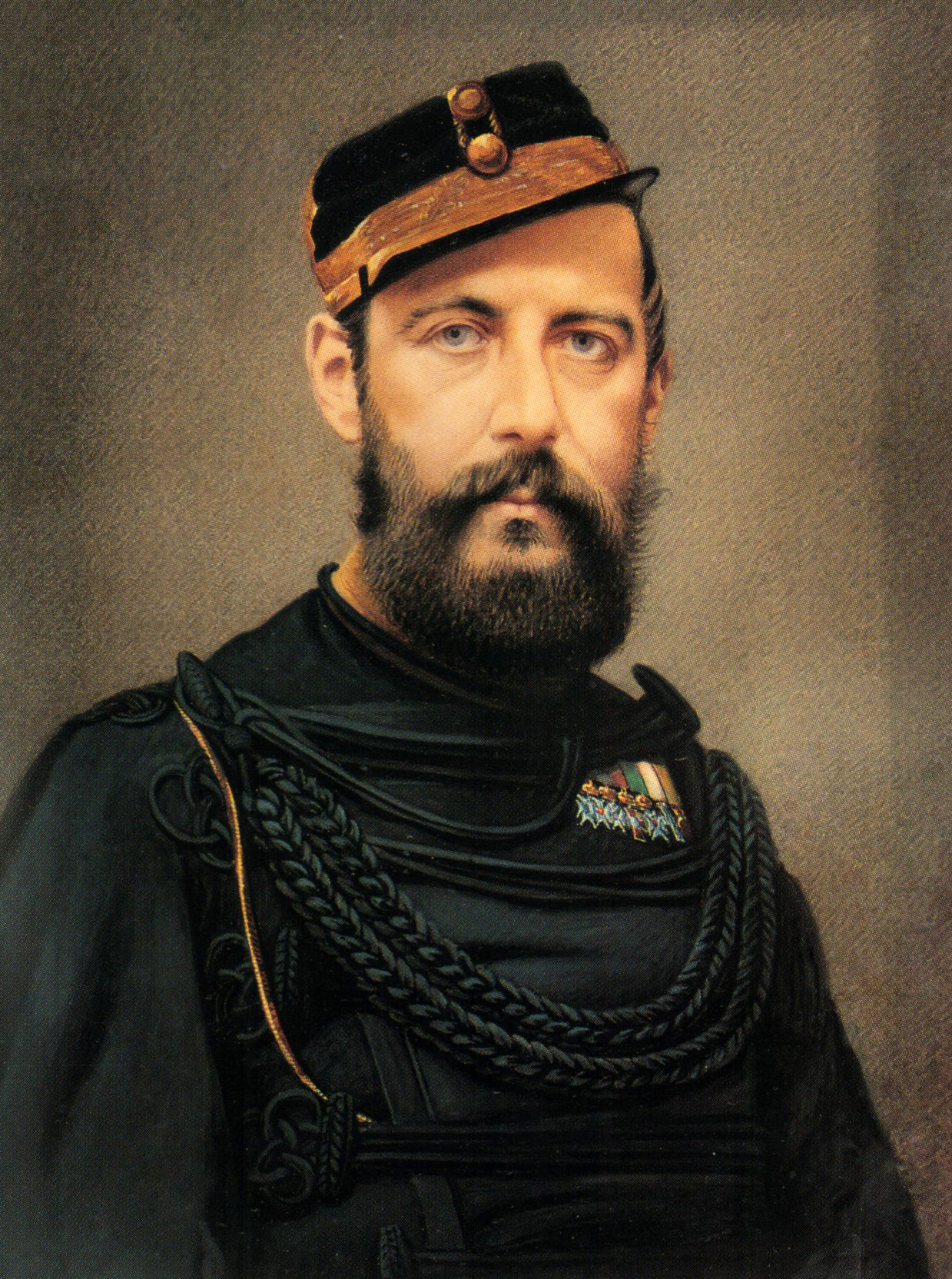
Klubbens grundare, kung Karl XV.

H.M. Konungens Jaktklubb, eller Kungliga jaktklubben, är en svensk jaktklubb med syfte att genom goda föredömen främja jakten, att vaka över jaktlagarnas efterlevnad, befordra tillväxten av villebråd samt därigenom även möjliggöra jakter för klubbens medlemmar utan fara för viltets bestånd.
Klubben grundades den 14 september 1863 på Ulriksdals slott som H. M:t konung Karl XV:s jaktklubb. Medlemsantalet bestämdes till omkring hundra och Karl XV utsågs till ständig ordförande. Den första jakten anordnades av överhovjägmästare Claes Magnus Lewenhaupt på Öland den 18-19 september 1864.
I samarbete med Svenska Jägarförbundet anordnade klubben en jaktutställning och uppförde paviljongen Jägarhyddan vid den stora
Stockholmsutställningen 1897.
Nässjöortens Jakthornsblåsare gav ut en CD i samverkan med H.M. Konungens Jaktklubb 1999. Klubben är alltjämt aktiv med Carl XVI Gustaf som ordförande och gjorde bland annat en jaktresa till Slovakien 2008.

## Hedersledamöter
- Prins Oscar (II)
- Prins August
- Hovjägmästare Herman Falk
- Kung Edvard VII av Storbritannien
- Prins Fredrik av Nederländerna
- Prins Johann av Glücksburg